# 氨基糖苷类抗生素

鏈黴素. 2D line-angle representation.

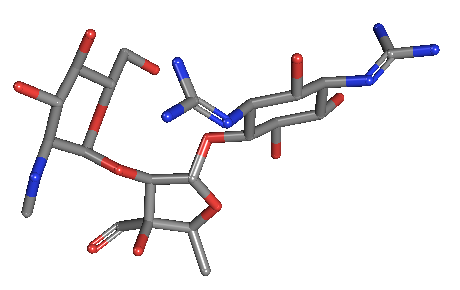
A 3D representation one conformer of 鏈黴素 generated by 分子力学. One of a set of low 热力学自由能 3D conformers of the molecule from Pubchem, making visible all 3 rings and approximating the pose of the streptomycin image above.

胺基糖苷类抗生素（aminoglycoside）是具有氨基糖与氨基环醇结构的一类抗生素，在临床主要用于对革兰氏阴性菌、绿脓杆菌等感染的治疗，1960年代到1970年代曾经非常广泛地使用，但是由于此类药物常有比较严重的耳毒性及肾毒性，使其应用受到一定限制，正在逐渐淡出一线用药的行列。

## 发展历史
人类历史上第一个氨基糖苷类抗生素是1940年发现的链霉素，这一结构系从链霉菌分泌物中分离获得，主要应用于对结核病的治疗。链霉素有比较严重的耐药性问题，且会损害第八对脑神经造成耳聋，对链霉素的结构改造一直以来都是研究的课题，但始终没有成功的案例。
1957年，人们从卡那霉素链霉菌中提取出卡那霉素，用于治疗革兰氏阴性菌感染，为了解决卡那霉素耐药菌株的问题，人们在卡那霉素的基础上进行结构改造，开发了阿米卡星、妥布霉素等新药。
1963年，人们从小单孢菌发酵液中分离了庆大霉素，这是一种氨基糖苷类物质的混合物，有较好的抗革兰氏阴性菌和相对低的毒性，应用比较广泛。
1970年代，人们又从链霉菌中提取出了新霉素、核糖霉素等新的氨基糖苷类抗生素，这些新药虽然抗菌活性没有此前发现的药物高，但是耳毒性和肾毒性却大大降低，比较早的氨基糖苷类药物更加安全。

## 作用机理
氨基糖苷类药物通过干扰细菌蛋白质合成而发挥殺菌作用。
氨基糖苷类药物进入人体后，会通过革兰氏阴性菌表面的亲水性通道进入细菌细胞内部，并与负责合成蛋白质的核糖体结合。
氨基糖苷类药物与细菌的核糖体30S亚基以及信使RNA起始密码子结合，形成无法移动的复合物，这种复合物叫做链霉素单体。蛋白质的合成是随着核糖体沿着信使RNA的移动完成的，链霉素单体的形成使蛋白质的合成停止在起始阶段，从而影响细菌的生存。
氨基糖苷类药物还会解构正在进行蛋白质合成的核糖体，提前终止蛋白质的合成；或者干扰正在进行中的蛋白质合成，提供错误的氨基酸，使得合成出的蛋白无法行使应有的功能，有些异常的蛋白还会插入细胞膜，影响细胞膜的通透性，从而加速氨基糖苷类物质进入细菌体内的进程。
一些革兰氏阴性菌会产生氨基糖苷钝化酶，这种酶可以催化氨基糖苷类药物特定位置的氨基或者羟基乙酰化、磷酰化或者链接上核酸，这种变化会使氨基糖苷类药物失活。对氨基糖苷类药物的结构改造常常围绕这些易被钝化的位置进行，降低这些位置的反应活性。

## 不良反应
氨基糖苷类药物因其严重的不良反应而闻名，而诸多不良反应中最为著名的，是严重的耳毒性。1960年代和1970年代氨基糖苷类药物流行的时候，很多人因为使用此类药物而失聪。

### 耳毒性
氨基糖苷类药物会在耳内蓄积，使感觉毛细胞发生永久性改变，从而造成失聪。此外它还会损害前庭和耳蜗神经。内耳结构不仅与听力有关，还与平衡感有着密切的关系，因而使用氨基糖苷类药物常见的不良反应还有眩晕、恶心、呕吐、眼球震颤和平衡失调。
氨基糖苷类药物造成的听力损害是永久和不可逆的，不会因为停药而消失。

### 肾毒性
氨基糖苷类药物经肾代谢，会在肾脏蓄积并损害肾小管上皮细胞，有明显的肾毒性。使用氨基糖苷类药物发生肾毒性反应会出现蛋白尿、管形尿甚至无尿症。
氨基糖苷类的肾毒性是可逆的，停药后肾功能会恢复。但是药物对肾脏的影响会减缓其经肾的代谢和排泄，提高体内药物的含量，从而加剧药物的耳毒性。

### 神经肌肉阻滞作用
氨基糖苷类药物会与突触前膜表面的钙离子结合部位结合，阻止乙酰胆碱的释放。乙酰胆碱是在突触间传导神经冲动的递质，抑制这种物质的释放会阻碍神经冲动在神经和肌肉之间的传导。此类不良反应严重者会产生肌肉麻痹甚至呼吸暂停。

### 变态反应
变态反应即通常所谓过敏反应，是各类药物都会出现的不良反应，氨基糖苷类药物多为微生物代谢产物提取物，发生变态反应的几率比合成药物更高。使用氨基糖苷类抗生素发生变态反应会有皮疹、血管神经性水肿、发热、剥脱性皮炎等症状，个别严重者会引起过敏性休克。

## 临床应用

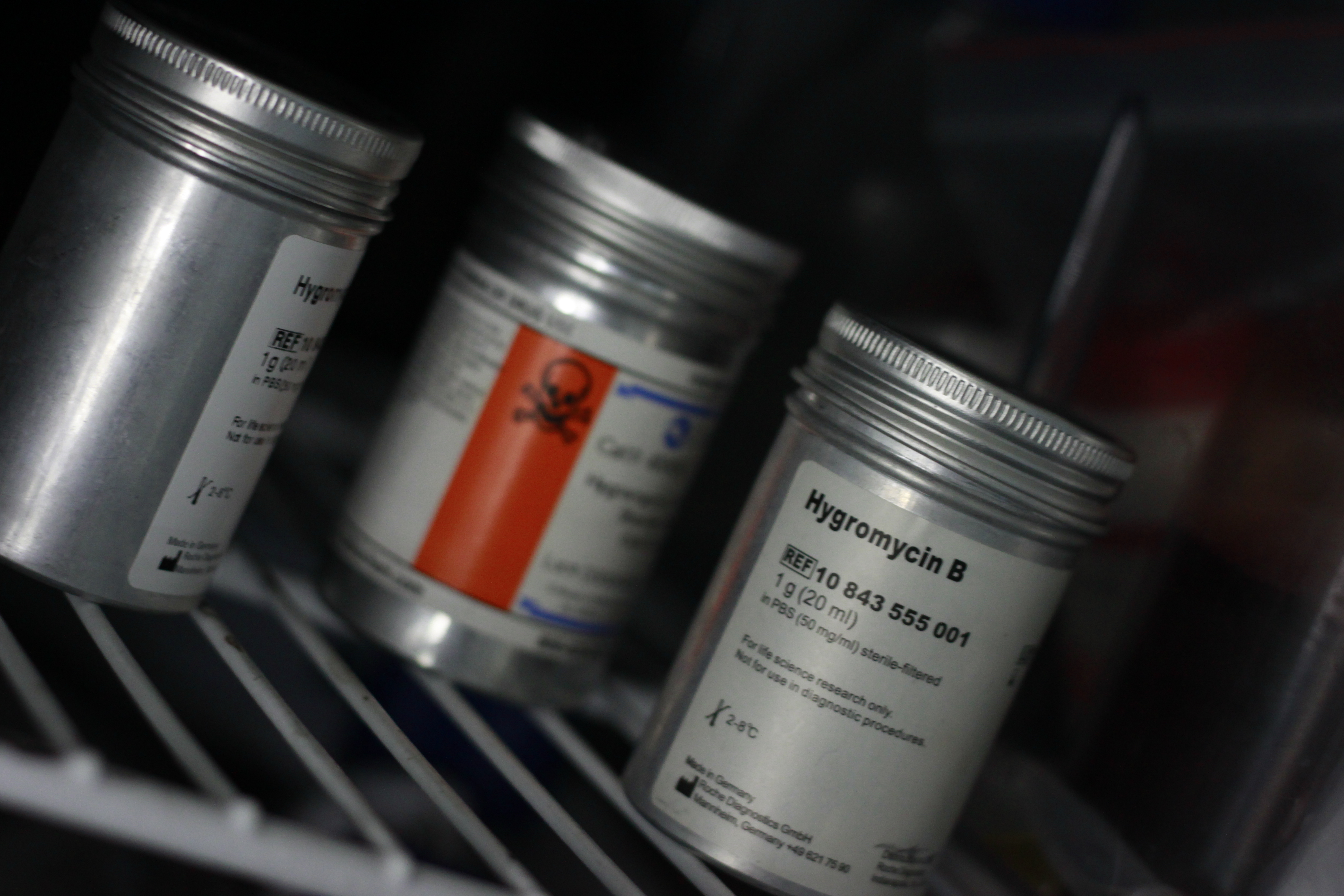
实验室中用于筛选的瓶装潮霉素B

氨基糖苷类药物主要用于治疗需氧革兰氏阴性杆菌造成的感染、结核杆菌造成的感染以及绿脓杆菌造成的感染。此外氨基糖苷类药物还可以与青霉素或万古霉素联合治疗链球菌感染。氨基糖苷对于革兰氏阳性菌、厌氧菌造成的感染无效；对于金黄色葡萄球菌造成的感染虽然有效，但是很快就会产生耐药菌株，因此一般也不使用氨基糖苷类药物治疗金葡菌感染。

## 代表药物
- 链霉素
- 卡那霉素
- 庆大霉素
- 新霉素

## 外部連結
- MedlinePlus drug information （页面存档备份，存于） - Aminoglycosides (Systemic)
- Science Daily Bacterial 'Battle for Survival' （页面存档备份，存于） - Rhodostreptomycin